# Gornja Garešnica
Gornja Garešnica este o arie protejată (sit de importanță comunitară — SCI) din Croația întinsă pe o suprafață de 76,32 ha, integral pe uscat.

## Localizare
Centrul sitului Gornja Garešnica este situat la coordonatele 45°39′02″N 16°49′34″E / 45.650601°N 16.826005°E.

## Înființare
Situl Gornja Garešnica a fost declarat sit de importanță comunitară în iulie 2013 pentru a proteja 3 specii de animale.

## Biodiversitate
Situată în ecoregiunea continentală, aria protejată nu include niciun habitat protejat.
La baza desemnării sitului se află mai multe specii protejate de  nevertebrate (3): fluturele auriu (Euphydryas aurinia), Euplagia quadripunctaria, fluturele purpuriu (Lycaena dispar).